# Afrolidia caterva
Afrolidia caterva är en insektsart som beskrevs av Nielson 1992. Afrolidia caterva ingår i släktet Afrolidia och familjen dvärgstritar. Inga underarter finns listade i Catalogue of Life.